# 洪協
洪協（？—1843年），台灣嘉義人，台灣清治時期民變領袖。

## 生平
清代臺灣俗稱羅漢腳的遊民充斥，常有遊民以反清抗官名義起事。
1843年10月，遊民洪協自稱總元帥，聚遊民300—400人攻擊台南縣境的汛塘（ 軍事據點）。該群遊民，殺害駐軍後，獲得部分武器並集眾於大目降（今臺南市新化區）準備屯軍與清兵長期對抗。
10月15日，台灣鎮的台灣總兵昌伊蘇率軍隊前往圍剿，洪協兵敗被捕殺。
這事件比較特殊的是，洪協民變起事同時，地方仕紳郭洸侯於也於台灣台南發起數千人規模的地方抗糧（抗稅）非武力起事。雖洪協曾邀其共同會合起事，不過遭郭拒絕。不料事後台灣知縣與總兵昌伊蘇等未詳究，就向清廷偽報郭洸侯參與叛逆。導致郭洸侯遭緝。
事後，郭洸侯逃至中國北京，並委由御史陳慶鏞上奏其實情，清宣宗命軍機大臣查明後，發現真是昌伊蘇等人辦事草率，遂將昌伊蘇降三級留任，又不准其用軍功、紀錄等抵銷。